# Адамклісі
Адамклісі (рум. Adamclisi) — село у повіті Констанца в Румунії. Адміністративний центр комуни Адамклісі.
Село розташоване на відстані 153 км на схід від Бухареста, 55 км на захід від Констанци, 149 км на південь від Галаца.

## Населення
За даними перепису населення 2002 року у селі проживали 1186 осіб.
Національний склад населення села:
| Національність | Кількість осіб | Відсоток |
| -------------- | -------------- | -------- |
| румуни         | 1113           | 93,8%    |
| турки          | 70             | 5,9%     |

Рідною мовою назвали:
| Мова      | Кількість осіб | Відсоток |
| --------- | -------------- | -------- |
| румунська | 1120           | 94,4%    |
| турецька  | 64             | 5,4%     |